# Simcha Zorine
Pour les articles homonymes, voir Zorine.
Shalom (Simcha) Zorine, né en 1902 à Minsk et décédé en 1974 en Israël, est un partisan juif soviétique à Minsk. Commandant un bataillon (l'unité ou bataillon Zorine, en russe : otriad), il est une figure majeure de la résistance à la barbarie nazie dans le ghetto juif, pendant la Seconde Guerre mondiale.

## Histoire
De nombreux partisans juifs en Biélorussie avaient leurs propres unités qui opéraient dans le cadre du mouvement partisan général soviétique et de l'ensemble du mouvement de résistance juif, bien que certaines de ces unités juives avaient perdu leur caractère juif au fil du temps. L'unité Zorine, dirigée par Simcha-Shalom Zorine, comprenait 800 Juifs.
Les Allemands envahirent Minsk fin juin 1941 et transférèrent les Juifs de la ville, y compris Zorine, dans le ghetto. Zorine travailla dans un camp de prisonniers de guerre local, où il rencontra un officier soviétique capturé nommé Semion Ganzenko. À la fin de 1941, Zorine et Ganzenko s'enfuirent dans les forêts de la région de Staroe Selo, à environ 30 km au sud-ouest de Minsk. Alors qu'ils se cachaient dans la forêt, les deux établirent une unité partisane appelée Parkhomenko. L'unité était composée de 150 membres, dont de nombreux Juifs. Le bataillon Zorine était principalement établi en forêt de Naliboki. 
Alors que de plus en plus de Juifs rejoignaient l'unité Parkhomenko, de nombreux conflits éclataient entre les combattants juifs et non juifs.
Zorine avait environ 100 combattants dans son unité de combat. Certains étaient des membres du mouvement de jeunesse socialiste-sioniste Hashomer Hatzaïr, « La Jeune Garde », qui avaient fui le ghetto de Biała Podlaska.[réf. nécessaire]
En juillet 1944, Simcha Zorine a été blessé à la jambe lors d'une bataille avec une unité allemande en retraite. Sept de ses hommes ont été tués.
En 1971, quelque 25 ans après la guerre, Simcha Zorine émigra en Israël.